# Grimstrup (Esbjerg Kommune)
 For alternative betydninger, se Grimstrup. (Se også artikler, som begynder med Grimstrup)
Grimstrup er en lille by omkring Sekundærrute 191, 4 km øst for Korskro i Sydvestjylland med 563 indbyggere  (2025). Byen tilhører Esbjerg Kommune, Region Syddanmark.
I byen findes der børnehave (Egeknoppen), vuggestue, dagpleje og en skole (Egekratskolen). Hvert år arrangerer frivillige fra byen sammen med den lokale sportsklub Grimstrup Idrætsforening, Grimstrup Sports og Byfest. Her mødes byens borgere til forskellige aktiviteter.
På byens østlige side findes Grimstrup Kirke og umiddelbart øst for kirkegården et forsamlingshus.
Byen er opkaldt efter vikingehøvdingen Grim, som i 900-tallet blev begravet med sin hest og sit udstyr. I 1983, 1000 år senere,  under anlæggelsen af det nye parcelhuskvarter på Agernvej, blev han fundet og gravet op. Han ligger i dag på Esbjerg Museum.
Navnet Grimstrup betyder i øvrigt Grims Torp eller udflyttergård. 

## Grimstrups historie
Grimstrup nævnes for første gang på skrift i 1325 under navnet "Grimstrop", og lægger navn til en af de største egeskove i regionen. I skoven nordvest for byen findes der alt fra gravhøje der strækker sig helt tilbage til 300 f.kr., til det man kender som russerhulen. Russerhulen stammer tilbage fra 2. verdenskrig, hvor 2 russiske krigsfanger i efteråret 1944 flygtede fra de tyske besættelsesstyrker der kom forbi Grimstrup. De flygtede ind i skoven og gemte sig i en selvlavet hule indtil befrielsen den 5. maj 1945. De fik mad vha. lokale beboere, og især den daværende præstefrue hjalp med til at sikre deres overlevelse gennem disse måneder. I øvrigt blev præstegården brugt flittigt af lokale sabotører og modstandsfolk under 2. verdenskrig.  I den nordlige del af skoven finder man også det højeste punkt i Esbjerg kommune, Møllehøj.
- Mindesten ved Russerhulen
- Drivvejen går umiddelbart nordøst om kirkegården

## Nævneværdige personer fra Grimstrup
Af kendte personer fra Grimstrup kan nævnes:
- Hieronymus Georg Zeuthen, matematiker som var med til at sætte dansk matematik på verdenstavlen gennem sit store arbejde, primært inden for enumerativ geometri.
- Maren Thomasdatter Splids, et af de sidste ofre for heksejagten i Danmark, og et af de meste kendte. Hun blev brændt på bålet i Ribe 10. november 1641[6].